# جباتا الزيت
قرية جباتا الزيت وهي إحدى قرى الجولان السوري المحتل، جباتا كلمة آرامية قديمة وتعني التل المرتفع أو الهضبة، والزيت نسبة لكثرة أشجار الزيتون المتناثرة في أراضيها، وتمييزا عن بلدة «جباتا الخشب».

## الموقع والحدود
تقع قرية جباتا الزيت عند بداية أعضاد جبل الشيخ المشرفة على سهل الحولة، ويحدها من الشمال جبل الشيخ ويفصلها وادي العسل عن بلدة شبعا اللبنانية ومن الشرق أراضي بلدة مجدل شمس ومن الجنوب أراضي بلدة عين قنية ومن الغرب بلدة بانياس. وطريق الوصول إليها: القنيطرة ثم مسعدة فبانياس فجباتا الزيت.
وترتفع عن سطح البحر 1,000 متر، ويحيط بها بضعة هضبات ووهدات فجبل عريض أبو سويد يقف في شمالها ويبلغ ارتفاعه 1,532 م ويعد أحد منحدرات جبل الشيخ، هضبة الحدب وتقع في غربي القرية، وفي جنوبي القرية جبل عريض العين، القرية تبعد عن جبل الشيخ 7.9 كم وهناك أقام اليهود منتجع للتزلج ومدرسة لتعليم التزلج منطقة مرج عبد الله والمقاعد المرتفعة التي تنتهي في البلدة، وتبعد عن جبل الروس 8.1 كم وعن جبل السماق 7.2 كم وعن جبل الحواريت 9.7 كم وتبعد عن مجدل شمس 3.4 كم وعن مسعدة 5.3 كم وعن عين قنية 5.3 كم وعن بانياس 6.5 كم وعن عين فيت 7.3 كم وعن زعورة 8.4 كم.
قلعة النمرود تبعد عنها 3.6 كم، مزرعة الصيرى وجبل الصيرى 5.1 كم، أما وادي العسل فيبعد عنها 9.2 كم وتبعد عن تل العزيزات 9.2 كم وعن بحيرة طبريا 45.2 كم، وعن مدينة القنيطرة 21 كم.

## الزراعة والأنشطة والطبيعة
- وجباتا الزيت ذات تربة كلسية، تجود فيها زراعة الزيتون المشهورة بأشجارها القديمة، وزراعة اللوزيات، والكرمة والتين، وتنتشر بيادر القمح مثل بيادر الشيخ مصطفى وبيادر عين بشارة، وجادت زراعة التبغ وخاصة في الصيرى وجبل قلعة النمرود غير أن الدولة أوقفته وكان يوجد في القرية ثلاث معاصر للزيت ومعصرة قديمة للدبس والزبيب
- ومن منتجاتها الرئيسية الفحم، كما اشتهرت بتربية الأبقار والماعز التي كانت تدر جبنًا ولبنًا طيبين، وتقدر عدد المواشي سنة 1967 حوالي ثلاثين ألفًا من الماعز وأكثر من ألف رأس من البقر الجولاني ومائة رأس من الخيول العربية الأصيلة
- ويوجد فيها نحو 700 هكتار من الغابات والأحراش بالأشجار المتنوعة وخاصة (السنديان أو البلوط ذو الورق المنشاري الدائم، الزعرور، والملول، والبطم، والقندول، والأجاص البري والخوخ وشجيرات مثل دوالي العنب البرية والقنداليا (العكوب) والعرعر والعبهر والريحان وغيرها..) والجدير ذكره أن الحكومة السورية قامت في عام 1950 بأحداث حرج نموذجي وغرست الصنوبر المثمر والآكاسيا وسيانوفيللا واللوز ومثله في قرية مسعدة.
- تكثر فيها الأودية ففي غربي البلد وادي صعب القادم من جبل الشيخ ووادي السكاوي الذي يشق طريقه جنوبي هضبة الحدب ثم يتجه غربًا نحو القلعة وهناك يلتقي بوادي الدفلة القادم من جنوبها ليشكلان وادي الخشبي السحيق وسط الصيري وقلعة النمرود المطلة عليه من الجنوب على ارتفاع 816 م ويتابع الخشبي سيره حتى يلتقي بنهر بانياس، هذا الوادي يبدأ من ارتفاع يزيد عن 2000 م من سفوح جبل الشيخ ثم يتجه نحو الجنوب الغربي شمالي قرية جباتا الزيت وبعدها يتجه غربًا وهناك نفق سري من القلعة وينحدر إلى وادي الخشبي، ومن مبدئه وحتى بلوغه نهر بانياس يقطع الوادي مسافة 7 كم ويصبح منسوبه 342 م3.
- وفي عام 1944 مدت شبكة المياه من نبع عين القيقان ونبع عين الحياة الواقعة شرقي القرية على الطريق القادم من القنيطرة، ومن العيون عين بشارة وعين اللبنة وفي جنوبي البلدة موقع عين الريحان البهيج والذي يعد من المتنزهات الخلابة
- وعند موقع الشيخ عثمان غابة كثيفة من أشجار البلوط والصنوبر والتي تعد وقفًا للمزار المذكور (بعد حرب حزيران قام أهل عين قنية بتحسين مقام الشيخ عثمان الحزوري بوصفه النبي حزور وفقًا لعقيدتهم) وفي البلدة مزار للشيخ يوسف
- ومن الأماكن الجديرة بالذكر مغارة المكحلة (المكاحل) في جبال شعب أبو قداح غربي البلدة وهي عبارة عن منجم لكبريت الرصاص (عرق من معدن الغالن الموجودة في صخور الدولومي الجوراسية لجبل الشيخ) وكان الأهالي يستخدمونه كحلًا للعيون وقد كان يباع في لبنان، واليوم تعج المكاحل المذكورة بالسياح من كل أنحاء العالم.

## الحالة الإدارية
- 1. تتبع قرية جباتا الزيت من الناحية الإدارية إلى ناحية مسعدة، محافظة القنيطرة (بتاريخ 21/12/1957 صدر القانون 496 القاضي بضم قضاء فيق إلى قضاء القنيطرة وشكلا محافظة القنيطرة ومركزها مدينة القنيطرة، واليوم مركزها مدينة البعث الواقعة جنوبي خان أرنبة).
- 2. بلغ عدد سكانها عام 1954 م 2.236 نسمة وفي عام 1965 م 2.585 نسمة وفي عام 1967 م قرابة 2.922 نسمة.
- 3. في بداية القرن الماضي كان يوجد فيها مدرسة ابتدائية كانت تعد من أجمل وأكبر مدارس الجولان وتقع على نشز يعلو عن مستوى القرية وكان يدرس فيها أبناء مجدل شمس ومسعدة وبانياس وزعورة وعين قنية، ومدرسة للبنات في بناء مستأجر، وتعد نسبة التعليم أكثر من 70% عام 1950 م
- 4. وفي القرن الماضي اشتهرت بكثرة المهاجرين إلى الأمريكيتين وبرز فيها العديد من الوطنيين والمثقفين، وفي عام 1952 م زارها الزعيم جميل البرهاني قائد الحامية السورية فعمل على شق طريق معبدة تصلها بمدينة القنيطرة، وبنفس السنة المذكورة زودت البلدة بمولد للكهرباء فأنار كل أنحاء البلدة.
- 5. مساكنها قديمة جدا مبنية من الحجارة الكلسية وبعضها مبني من الطين، وبعضها من القرميد، ثم شهدت البلدة نهضة وانتشرت فيها المساكن الاسمنتية، كما كتب عنها أحمد وصفي زكريا (الريف السوري ج2)

## تاريخ القرية
وتعد جباتا موغلة في القدم، ولايعرف زمن تأسيسها بالتحديد ولكن من المؤكد أن البلد قديمة مع قدم بانياس وتحتوي بعض الآثارات التي عثر عليها في القرية على العهد الآرامي والعهد الروماني البيزنطي نسبة لبانياس ولعل منطقة الخربة (مملكة فيلببس البيزنطية) وبئر نصوبا شمال غرب جباتا «منطقة وادي حلاوة» شاهد على قيام الحضارات القديمة، وكذلك حزور القريبة من قلعة النمرود، وتاريخ القرية مرتبط بتاريخ قلعة الصبيبة (النمرود).
عندما تعرض الوطن للأضطهاد التركي كان لثوار جباتا الزيت شرف الجهاد ضد الأتراك وكان المجاهد أسعد العاص مع المجاهد أحمد مريود قد شاركا في المعركة الفاصلة ضد الأتراك وكانا ممن استقبلا الأمير فيصل لدى وصوله الكسوة واستمر الجهاد ضد الإفرنسيين في حاصبيا ومرجعيون، وكان للمجاهد شريف شاهين شرف الهجوم على موكب الجنرال غورو القادم لزيارة القنيطرة، ولما أستشهد أحمد مريود آثر المجاهد شاكر العاص متابعة الجهاد خلف صهره وذهب بمائة مجاهد من جباتا إلى جبل الدروزوشارك بمعارك الثورة السورية الكبرى وضحى أهل جباتا الزيت بكل نفيس وغالي لأجل الوطن نكالًا ببعض المغرضين المشككين بالتاريخ النضالي للبلدة، وكان العديد من شباب البلد ممن ضحوا لهذا الوطن
وفي حزيران عام 1934، وقع خلاف بين سكان جباتا الزيت وشبعا اللبنانية بسبب مجيء مواشي بلدة شبعا للسقي من بركة مرج المن التي تبعد 3,1 كلم شمال غرب قرية جباتا الزيت وبسبب الرعي في حرج كرم الشومر الواقع على بعد 3,2 كلم غرب جباتا، والمكانان واقعان شرق وادي العسل، قتل على أثرها أحد أبناء جباتا، فتدخل ضابطان فرنسيان في وحدات الخدمات الخاصة لشؤون الحدود، الأول النقيب ماي وكان مسؤولًا في منطقة مرجعيون، والثاني الملازم الأول لاكروا وكان مسؤولًا في القنيطرة، وأجريا مصالحة انتهت باتفاقيتين مكتوبتين تحظر رعاة شبعا من استخدم بركة مرج المن كونها من أملاك جباتا، وذلك بحضور قائم مقام القنيطرة، ومخاتير القريتين المعنيتين وأعيانهما. وقد جاء في تقرير الضابطين المرفق بالاتفاقيتين (المرسل إلى كل من مندوب المفوض السامي في دمشق والمستشار الإداري في لبنان الجنوبي)، إن وادي العسل يشكل الحد الفعلي بين لبنان وسوريا.
وفي حرب فلسطين 1948 قدم أهل جباتا العديد من الشهداء ومنهم: الشهيد علي حسين الشيخ والشهيد شفيق شاكر جبارة اللذان استشهدا في تل العزيزات يوم 19 يوليو 1948 والشهيد سعدو سعيد زغلول الذي استشهد في كعوش خان يوم 20 مايو 1948.
أما خلال حرب 1967 فقدم أهل البلد الكثير من التضحيات: الشهيد طالب حمدان طالب والشهيد محمد محمود طه والشهيد محمد فارس غيظة والشهيد عبد الله حبش والشهيد محمد مصطفى مرهج.
وفي تل الفخار جرت معركة بطولية خسر فيها العدو الصهيوني أكثر من 60 قتيلًا، وأكثر من سبعين جريحًا، جرت المعركة البطولية يوم 9 حزيران 1967 ودافع جنود التل بقيادة الملازم أول أسعد بدران وكانت ملحمة تمسك الجنود بالتل حتى نفذت ذخيرتهم وصار الأشتباك بالسكاكين والأيدي وأرتوى التل المنيع بدماء الشهداء وأصيب السيد أسعد بطلقة بفخده وزحف نحو جباتا مع من بقي من الجنود، ويعترف العدو بضراوة المعركة وهزيمته هناك، وأنه لم يجابه مقاومة كتلك التي جرت بتل الفخار
وفي حرب حزيران 1967، احتل العدو البلدة فدمرت البلدة ونزح أهلها إلى أطراف الشام وسكنوا في مخيم اليرموك وجديدة عرطوز وغيرها

## قلعة النمرود
قلعة النمرود واسمها العربي هو «قلعة الصُبَيْبَة» ومعناها تصغير من الصبة وهي مربض الخيل، قامت هذه القلعة فوق صهوة جبل شاهق ذي منحدرات عمودية صعبة هو جزء من الأعضاد الأولى لجبل الشيخ تتبع قرية جباتا الزيت وترتفع عن مستوى البحر 816 م وتطل على بانياس والحولة ولذلك كانت من المواقع الإستراتيجية في بطون التاريخ. وإن الاسم المتداول (النمرود) اعتباطا نسبة لرواية دينية بأن ملك جبارًا يدعى النمرود كان يسكن في القلعة وهو الذي ألقى بسيدنا إبراهيم في النار (فكانت بردًا وسلامًا على إبراهيم) ولشدة غروره بعث الله بعوضة دخلت في أنفه فنخرت رأسه ومات بكفره.
ويعد الأيوبيين هم أول من شرع ببناء هذا الحصن لمواجهة الخطر الصليبي خلافًا لرواية تدعي بناؤها من قبل عصابة من الحشاشين الفرس، وتأريخ هذه القلعة مرتبط بذكريات الحروب التي جرت في بلاد الشام وخاصة الحروب الصليبية، وتذكر التواريخ أن الأتابك ظهير الدين طغتكين (520ه -1126م)كان قد سلمها إلى الطائفة الإسماعيلية لما رأى استفحال أمرهم في حلب ودمشق وأملًا بدفع شرهم ولتسليطهم على الصليبين، غير أنهم عملوا بالعكس وأبدوا الخيانة حيث أنهم تواطؤا مع هؤلاء وسلموهم القلعة فاحتلها الملك الصليبي (بلدوين) سنة 1129م ومنحها إقطاعية لروبينه بروس ولورثته من بعده. 
وفي سنة (527ه -1132م) جاء شمس الملوك إسماعيل بن تاج الملوك بوري بن طغتكين وهو حاكم دمشق فاستردها، ووضع فيها أحد قواده، لكن هذا الأخير سلمها إلى عماد الدين زنكي صاحب حلب الذي كـان خصمًا لآل طغتكين أصحاب دمشق. فقام آخر هؤلاء وهو مجير الدين أبق بن محمد بن بوري واتفق مع الصليبيين على استخلاص القلعة من الزنكي.... وزحف جيشه مع جيشهم وحاصر بانياس والقلعة قذفت بالمنجنيقات واحتلوها سنة (544ه – 1139م) واستلمها الفرنجة بعد أن طردوا حليفهم مجير الدين المذكور وأرجعوه بخفي حنين، وجعلوا فيها القائد الصليبي انفروي الثاني دوترون نائب ملك القدس ((ثم قلت في نفسي هذا جزاء من يتحالف مع الأعداء ويمكنهم من أراضي وقلاع بلادنا الإسلامية للنكاية ولمآرب شخصية خسيسة))
وظلت القلعة في أيدي الصليبين إلى أن جاء الملك العادل نور الدين بن محمود بن عماد الدين الزنكي وشرع يهاجم القلعة والأعداء يردونه ويعيد الهجوم إلى أن تمكن من استعادتها سنة (560 هـ - 1157 م) ويقول مؤلف كتاب القلاع العربية أيام الصليبين «أن الملك نور الدين كرر هجومه على القلعة في غياب أنفروي الذي كان في حملة على مصر مع الملك أملريك، فأجبرها على الاستسلام بعد حصار طويل لتصبح بيد العرب».انتهى
واستقرت القلعة بيد العرب وقد أعطاها السلطان الأكبر صلاح الدين الأيوبي لأحد أولاده وهو الملك الأفضل لما أعطاه بلاد الشام كلها ثم انتقلت إلى يد عمه الملك العادل أبو بكر الذي أقطعها لولده الملك العزيز عثمان حاكم بانياس، ثم انتقلت بعد ذلك إلى ابنه السعيد حسن (وقد أعادا الأب والابن بناء الأبراج التي خربها المعظم عيسى بن السلطان صلاح الدين لمنع الفرنجة من استخدامها كقاعدة لهجماتهم الشريرة على دمشق، وقد استمرت أعمال الترميم من سنة 1226م - 1230م، تم في ختامها بناء الحصن المنيع للقلعة بشكلها الذي نراها عليه اليوم، حيث أخذت القلعة شكل التل الذي بنيت عليه، مستفيدة من الانحدارات الشديدة له، التي غدت جزءًا مهمًا من التحصينات.
في عام 1260 قضى المغول على حكم الأيوبيين، واحتلوا القلعة وعاثوا فيها خرابًا بعد أن سيطروا على بانياس والمنطقة بأسرها. لكن احتلالهم لم يستمر طويلًا، وسيطرتهم على القلعة لم تدم سوى بضعة أشهر، حيث هزم المغول في معركة عين جالوت الشهيرة. وفي عهد السلطان الظاهر بيبرس أعاد ترميمها وأنشأ منارة لجامعها وبنى دار ًا لنائب السلطنة، وعمل جسرًا يمشى عليه إلى القلعة.
بعد أن تم طرد الصليبيين من بلاد المسلمين في القرن الثالث عشر، فقدت هذه القلعة ذكرها وأهميتها الإستراتيجية، ويقول أحمد وصفي زكريا بكتابه الريف السوري «يبدو أنها ظلت مأوى للزعماء الإقطاعيين في أيام السلاطين المماليك والعثمانيين»
وفي ذكر الحوادث التي جرت سنة 1616م يقول حيدر أحمد الشهابي بكتابه (لبنان في عهد الأمراء الشهابيين) أن محمد باشا الوزير قد أصدر أحكامًا قضت بهدم قلعة بانياس وكذا قلعة شقيف في مقابل أن يصير لحضرة الأمير علي على سنجقية صفد وصيدا، ووعد الأمير يونس أبن حرفوش بسنجقية حمص إذا تم هدم القلاع المذكورة.....وجاءت من الشام للهدم معلمون وشرعوا فيه واستمروا في القلعتين مقدار أربعين نهارًا وكان مبتدأ الهدم في واحد وعشرين من شهر ربيع الأول من السنة المذكورة (1025-ه) ومنتهاه في ثلاثة عشر من جمادى الأول من نفس العام. 
وفي حوادث سنة (1174- ه / 1760م) " أنه في أيام الأمير أحمد والأمير منصور توفي الأمير نجم أمير حاصبيا نيفًا عن ستين سنة. فتولى بعده ولده الأمير سليمان، فحصلت الوحشة بينه وبين أخويه الأمير إسماعيل والأمير بشير وأظهرا له النزاع على الولاية فاسترضاهما بأن أقتطع لهما الحولانية وولاهما إياها فنهضا إليها وجددا عمارة قلعة بانياس التي فيها واستوطناها، وقيل أنه لم يكن راض عن إقامتهما فيها فدس إلى عثمان الصادق الكرجي والي الشام الذي خرج بعسكر عرمرم عليهما وحصرهما بالقلعة ثم استولى عليها بالأمان ولكنه أمر بهدم ما كان قد جدده الأميران المذكوران.
وفي رواية أخرى يقول المرجع نفسه أنه في سنة (1178 –هـ/1764م) أصلح الأمير إسماعيل حاكم حاصبيا قلعة النمرود وعمر ما كان هدم من زمن بيت معن، وسكن فيها فحضر إليه والي الشام عثمان الصادق الكرخي وحاصره مدة وجيزة، وقد كان حين بلغه خروج عثمان باشا من الشام أرسل يستنجد بالأمير منصور الشهابي وقبل أن ينجده سلم القلعة عن يد يوسف آغا ابن جيري، وقبض عثمان باشا على الأمير إسماعيل وأخذ منه خمسة وعشرين كيس ونهب ما كان فيها من أثاث وذهب ثم أمر بهدمها "
ويقول زكريا ص (572) الريف السوري ج2 " أنه لابد أن تكون الزلازل التي كانت تهز بلاد الشام من حين لآخر وخاصة زلزلة سنة 1173هـ... قد فعلت في هذه القلعة وزادت الخراب الذي أورثته الجيوش وأوصلتها إلى الحالة التي فيها خاوية على عروشها هذا وخلال الثورة السورية (1925م – 1927م) أقام الفرنسيون في هذه القلعة حامية لمراقبة حركات الثوار وقطع الطريق عليهم، إلى أن انتهت الثورة فعادت لخلوها واقفرارها.
أن زيارة القلعة تطبع الكثير من الدروس والعبر عن رسوخ أجدادنا القدماء في فنون البناء والهندسة العسكرية وعن معارك وبطولات المسلمين في الهجوم والدفاع والحصار والقصف بالمنجنيقات والرمي بالنبال والقذائف اليدوية وأمثالها من أدوات حروب ذلك الزمان. 
القلعة تنبسط بشكل طولاني على الجبل (المسمى باسمها) بغاية الروعة والهالة، ويبلغ طولها نحو 420 مترًا وعرضها 60 - 150مترًا بمساحة تقدر بـ 33 دونم، حيث لايمكن الصعود إليها الإ من طرفها الجنوبي في حين أطراف الجبل الأخرى واقفة كالجدران الهائلة وبالرجوع لعدة مصادر وخاصة كتاب الدليل الأزرق الفرنسي (مترجم للعربية في بيروت) فإذا دخلت القلعة من بابها الواقع في جنوبها وقعت عيناك على مناظر غاية في الامتداد والروعة، وفي الجهة الغربية تشرف القلعة على بانياس وما وراؤها من ربوع فلسطين والحولة وأرض الخيط وسلسلة جبال عامل، وفي الجهة الشرقية الشمالية يقف جبل الشيخ المكلل بالثلوج وبمرتفعاته الهائلة وأعضاده المتدرجة وهنا تشاهد جباتا الزيت وبساتينها ووادي صعب ووادي السكاوي ووادي الدفلة (الدفين) وهذه الأودية تكون مصدر نهر بانياس، وفي الجهة الجنوبية ترى الآكام الذاهبة صعدًا نحو القنيطرة والقرى المتربعة هناك، وداخل القلعة باحة مستطيلة من الغرب الجنوبي إلى الشرق الشمالي بتضاريسها الطبيعية والأحراش الرهيبة وهي ملآنة بأنقاض مباني عديدة وهي: 
في وسط الباحة بناء يقال أنه (كنيسة) مربع الشكل لا تزال بقايا أعمدة بقواعدها المثمنة الأضلاع.
وفي القسـم الجنوبي الشرقي على امتداد السور هناك ستة أبراج منها ما هو مربع الشكل ومنها ما هو مدور وهذه الأبراج ترتبط ببعضها بجدران تدعى سجوف الخط الدفاعي بني هذا الســور على يـد العزيز عثمــان 1230م أما الأبراج الموجودة فيه فهي من أيام الظـاهر بيبرس ما بين عام 1260 وعام 1277م.
وعن يمين الداخل من باب القلعة من طرفها الجنوبي يوجد بـرج عظيم مربع الشكل شديد البروز شيد زمن السلطان الظاهر بيبرس 1275 م متهدم بسبب الزلزال سنـة 1759م ما خلا قسم كبير من جدار مع درج وثلاثة طوابق للدفاع، ويمكن للزائر أن يصل إلى الطابق الأعلى من سطح مائل معقود يقع وراء سجف الخط الدفاعي فيجد نفسه وسط بهو واطئ مسقوف بعقود ذات زوايا بارزة، وفي هذا البهو عدة منافذ تصل إلى غرفتين تعلوهما نقوش عربية تفيـد بأنها مكــان قصر السلطان بيبرس، وإلى جانب هذا البرج يوجد صهريج عميق مسـاحته 9 م بـ25 متـر مملوء بالماء وله درج ينحدر إلى الأسفل، وإلى جانب الصهريج المذكور يوجد نافورة مياه للشـرب (السبيل) على الجانب الشرقي للخزان بناها الســعيد حسـن بن العزيز عثمان سنـة 1240م.
ثم البرج الثالث ويســمى البرج الجميل على السـور الشرقي وهو ذو ثماني أضلاع وسقف هذا البرج مقبب وهو مدور وبارز إلى الأمام وهو دفاعي وفيه ست كوى مجهزة بمرامي سجوف البرج الرابع مهدمة لم يبق منها سوى قواعد جدرانها.
البرج الرابع مدور ويحتوي على طابق دفاعي معقود وهو مثقوب بمرامي بقي منها اثنتان ثم البرج الخامس والسادس حيث ترتفع الأرض نحو الشمال الشرقي حتى تصل إلى الحصن الكبير ويسـمى بالفرنسـية دنـجوان والطـريق إليه عبر جسـر خشبي من زمن العزيز عثمان وهو يشرف على القلعة بكاملها (وهو متهدم وأحجاره مبعثرة) وهذا الحصن هو عبارة عن قلعة داخلية مستقلة وهو محصن في جنوبه من ناحية الباحة بخندق وبرجين ضخمين، وفي وسط الحصن بناء مستطيل الشكل يؤلف بذاته الحصن الأخير وهو مستقل عن الحصن الكبير كما يستقل الأخير عن القلعة بذاتها وكان يحتوي على بهو كبير وتحت الحصن يوجد دهاليز معقودة بعضها يصل إلى البرج الأخير وهو أقوى أبراج القلعة وأمتنها وفيه طابق للدفاع وهو عبارة عن بهو مثمن الزوايا، وعلى بعـد أمتار إلى شرق البرج يوجد بركـة مياه طول 54متر بــعرض 26 م كان الأهالي يستخدمونها لسقي المواشي والزراعة.
وفي أقصى الشمال الغربي يوجد غرفة طويلة قد تهدمت بالكامل وفيها بهو وله باب سري للخروج وله دهليز تحت الأرض ينتهي بالوادي.
وفي السور الشمالي لا يوجد سوى برج وحيد هو البرج الشمـالي، ذلك أن القلعة تشرف على شفا منحدر سحيق يقف وقفة عمودية هائلة تطل على وادي الخشبي يصعب الصعود منه، شيـد البرج الشمالي زمن السلطان بيبرس وجدرانه مثقـوبة لرمــي النبال ويوجـد فيه ســلم يمكــن الصعود إلى سطـح البرج وفي داخل البرج قاعــة كبيرة ويعتقد أنها كانت تستـخدم سجنًا في القرن الخامس عشـر.
أما في الواجهة الغربية فهناك برج مخرب بالمرة وفي جدار هذا البرج وعند قاعدته ينفتح في أرض الباحة السماوية سرداب محفور في الأرض كان مملوء بالأنقاض ويهبط بدرج إلى لحف الجبل وهذا السرداب يتجه بادئ ذي بدء نحو الشمال ثم ينعطف فجأة نحو الشرق، وجدران هذا السرداب مؤلفة من بلوكات منحـوتة ومصقولة بإتقان ويعتقد بأنه كان يستخدم كمهرب للنجاة والهروب.
بقيت القلعة غير معروفة لدى السوريين وللأسف، أما اليوم فقد أصبحت موقع أثري عالمي ومشهور تحت إشراف مديرية الآثار الإسرائيلية.

## جباتا الزيت
جباتا الزيت تحت الاحتلال وتعرف باسم «مستوطنة نيف آتيف» اليهودية التي أقيمت على أنقاض قرية جباتا الزيت العربية المحتلة منذ 10 حزيران 1967، ويدل اسم المستوطنة على أربعة جنود إسرائيليين قتلوا فيها.
تم تدمير البلدة سنة 1967من قبل الجيش الصهيوني وأقيمت مستوطنة رامات شالوم في أيار 1968 التي تم تدميرها على يد المقاومة الفلسطينية إثر عملية أبو دية ثم أعيد إنشاؤها في عام 1972 
ويعيش فيها نحو 37 عائلة من اليهود الفرنسيين حوالي (153 إسرائيليًا)، وتعتمد على السياحة وتشرف على منتجع ومتزلج جبل الشيخ، ولذلك أقيم فيها عدة فنادق وغرف لاستقبال السياح مثل فندق ريمون ايم حرمون: وقد بني على الطريقة الأوربية السويسرية، الفندق فيه (44 كوخًا) من الخشب الطبيعي، البعض منها يمكن أن يتسع لستة أشخاص وهي مزودة بكل شيء: الحمامات، التلفزيون، الراديو، التلفون، هواء التكيف البارد والساخن، الفندق فيه ناد طبي للحماية، بركة سباحة (ساخنة في الشتاء)، ساونا، والمعاملات حسب رغبة الزبون، ولضيوف الأوتيل التمتع بالأنشطة مثل : طوافة خشبية، رحلة بعربة الثيران، رحلة بعربة الأحصنة، ركوب الدرجات، سيارات الجيب السياحية، درس على التزلج في الشتاء في منحدرات حرمون. وفيها مؤسسات فنية ومعامل للحرف، وخاصة الحرف الزجاجية،
كتبت عنها مراسلة بي بي سي هيلينا كوبين :
نيف آتيف Neve Ativ هي مستوطنة مغلقة تقع إلى جانب منحدر التزلج، وهي جذابة بأسلوبها وأسلوب بناء بيوتها الشاهقة والمتلاصقة في المنحدر الجنوبي لجبل الشيخ، وفيها العديد من الأكواخ لاستقبال الضيوف في الصيف أو بموسم السياحة، ولذلك قلما تجد شقة هنا. بنيت المستوطنة بأرض منتشرة ونادرًا ما تجد طريقًا نحو الجبل، ولهذا فأن لديها بوابات حديدية مدرفلة عند نهاية المستوطنة وعندما يحل الليل تغلق من قبل المستوطنين (الأمن) لماذا؟ فمن الممكن أن يقوم أحد القرويين من مجدل شمس بالتجول في الهضبة وقد يكون مزعجًا. أيضًا يوجد فيها كل ما يتعلق بالمتعة الأميركية كطريقة البناء (هورد جونسون) وفي السقوف الشاهقة بأسلوب أوربي. اليوم في زيارتي هو يوم السبت وهي تثلج حديثًا ويسقط الثلج هنا على الجبل، الآن هو وقت الغذاء في نيف آتيف، هذه هي الحياة مع المتزلجين، وهناك العديد من الزائرين. ومشكلة واحدة هذه المستوطنة بنيت مكان القرية وهي جباتا الزيت والمنتجع بني على أنقاض مقبرة القرية The Village’s Cemetery
Golan Days – by ‘Helena Cobban)
واليوم نشاهد على أنقاض البلدة ثلاث مستوطنات وهي نيف أتيف المنوه عنها أعلاه، والثانية عبارة عن موقع عسكري 
In this post there are some Military Depots and Locations on the Golan Hights and in the surroundings.
ومستوطنة نمرود التي أنشأت سنة 1982 الواقعة شرقي البلدة، بين مجدل شمس ومسعدة.